# Норт-Конвей (Нью-Гемпшир)
Норт-Конвей (англ. North Conway) — переписна місцевість (CDP) в США, в окрузі Керролл штату Нью-Гемпшир. Населення — 2116 осіб (2020).

## Географія
Норт-Конвей розташований за координатами 44°3′8″ пн. ш. 71°7′30″ зх. д. / 44.05222° пн. ш. 71.12500° зх. д. (44.052276, -71.124948).  За даними Бюро перепису населення США в 2010 році переписна місцевість мала площу 11,23 км², з яких 11,08 км² — суходіл та 0,14 км² — водойми.

## Демографія
Згідно з переписом 2010 року, у переписній місцевості мешкало 2349 осіб у 1105 домогосподарствах у складі 547 родин. Густота населення становила 209 осіб/км².  Було 1804 помешкання (161/км²).
Расовий склад населення:
| - 94,7 % — білих - 2,0 % — азіатів - 0,5 % — чорних або афроамериканців - 0,4 % — корінних американців - 0,1 % — вихідців з тихоокеанських островів |

До двох чи більше рас належало 1,7 %. Частка іспаномовних становила 1,6 % від усіх жителів.
За віковим діапазоном населення розподілялося таким чином: 18,6 % — особи молодші 18 років, 64,6 % — особи у віці 18—64 років, 16,8 % — особи у віці 65 років та старші. Медіана віку мешканця становила 42,1 року. На 100 осіб жіночої статі у переписній місцевості припадало 99,9 чоловіків;  на 100 жінок у віці від 18 років та старших — 92,5 чоловіків також старших 18 років.
Середній дохід на одне домашнє господарство  становив 48 701 долар США (медіана — 45 269), а середній дохід на одну сім'ю — 58 675 доларів (медіана — 55 096). За межею бідності перебувало 21,6 % осіб, у тому числі 35,2 % дітей у віці до 18 років та 22,4 % осіб у віці 65 років та старших.
Цивільне працевлаштоване населення становило 1386 осіб. Основні галузі зайнятості: мистецтво, розваги та відпочинок — 39,9 %, освіта, охорона здоров'я та соціальна допомога — 19,8 %, роздрібна торгівля — 17,0 %.